# Xavier Jan
Xavier Jan (Dinan, 2 juni 1970) is een voormalig Frans wielrenner. Hij was actief van 1996 tot en met 2002 en stond vooral bekend als sprinter.
Zijn enige twee overwinningen waren het eindklassement van de Ster Elektrotoer in 2001 en de Grand Prix La Marseillaise in 2002. Toch kent het grote publiek Jan vooral als sprinter in de Ronde van Frankrijk, waar hij in 1998 en 2000 tweede werd in een etappe.

## Overwinningen
1994
Eindklassement Ronde van de Isard (U23)
2001
Eindklassement Ster Elektrotoer
2002
GP La Marseillaise

## Resultaten in voornaamste wedstrijden
| Jaar | Ronde van Italië | Ronde van Frankrijk | Ronde van Spanje |
| ---- | ---------------- | ------------------- | ---------------- |
| 1997 |                  |                     |                  |
| 1998 |                  | 77e                 |                  |
| 1999 |                  |                     |                  |
| 2000 |                  | 76e                 |                  |
| 2001 |                  | opgave              |                  |
| 2002 |                  |                     | opgave           |

| Jaar | Milaan-San Remo | Luik-Bast.‑Luik | Ronde van Lombardije | Parijs-Tours |
| ---- | --------------- | --------------- | -------------------- | ------------ |
| 1997 |                 | 109e            | 43e                  | 50e          |
| 1998 |                 |                 |                      | 66e          |
| 1999 | 114e            | 69e             |                      |              |
| 2000 | 135e            | 36e             |                      | 106e         |
| 2001 |                 |                 |                      | 133e         |
| 2002 |                 |                 |                      |              |